# David Miliband
David Wright Miliband (Londres, 15 de julio de 1965) es un político británico y, entre 2007 y 2010, el secretario de Estado de Asuntos Exteriores. Entre mayo de 2006 y junio de 2007 fue secretario de Estado de Medio Ambiente, Alimentación y Asuntos Rurales. Está considerado un aliado del ex primer ministro, Tony Blair.

## Biografía
Nacido el 15 de julio de 1965. Es hijo del teórico marxista Ralph Miliband, de origen polaco-judío. Estudió política, filosofía y economía en el Corpus Christi College, Universidad de Oxford.
En 2001 fue elegido miembro de la Cámara de los Comunes del Parlamento británico por el distrito de South Shields, en el norte de Inglaterra. En mayo de 2005 ingresó en el Gabinete como ministro para Comunidades y Gobierno Local.
Se convirtió en secretario de Estado para el Medio Ambiente, Alimentación y Asuntos Rurales en mayo del 2006. Con la dimisión de Tony Blair el 27 de junio de 2007, Miliband fue nombrado secretario de Estado de Asuntos Exteriores en el gabinete del nuevo primer ministro, Gordon Brown.
Tras la derrota laborista, Milliband salió del gabinete y anunció su candidatura a la jefatura del Partido Laborista en sustitución de Gordon Brown, aunque finalmente el liderazgo de los laboristas lo consiguió su hermano Ed.

## Ideas
Antes de la dimisión de Tony Blair, Miliband anunció su apoyo a Gordon Brown, que fue el único candidato a convertirse en líder del Partido Laborista y primer ministro después de la dimisión de Blair el 27 de junio de 2007. Dijo en una entrevista "...la transición (...) hacia Gordon Brown es una transición de ideas y valores más que de fechas".